# Giorgio Vecchiato
Giorgio Vecchiato (Venezia, 25 luglio 1925 – Roma, 19 luglio 2015) è stato un giornalista e scrittore italiano, fu direttore di importanti giornali, fu inviato speciale all'estero, vinse il premio Marzotto per i suoi articoli di carattere politico.

## Biografia
Terminata l'istruzione primaria, volendo diventare ingegnere, si iscrisse al Politecnico dell'Università degli Studi di Padova ma, dopo un paio di esami, nel 1943 fu cooptato per il servizio di leva militare dalla Repubblica Sociale Italiana. Questo fatto, terminata la guerra, gli costò sei mesi di galera. All'inizio del 1947 si trasferì a Milano dove un amico che lavorava alla redazione del quotidiano "Il Popolo" lo presentò al direttore Carlo De Martino; il primoarticolo che preparò piacque; Vecchiato fu accettato come praticante, senza diritto di firmare i suoi articoli come d'uso fare per i principianti.
Per un paio d'anni si occupò di cronaca ma poi prevalse la sua versatilità per le note di carattere politico; chiese allora il trasferimento alla redazione di Roma, vicino ai palazzi del potere. Fu spesso inviato in Francia come corrispondente estero e anche Germania, conosceva il tedesco. Questa attività gli valse nel 1963 il "Premio Marzotto" per i commenti politici, dato da una giuria che aveva come presidente Panfilo Gentile. Hombert Bianchi, direttore della sede romana del fiorentino “Giornale del mattino”, d’accordo con Ettore Bernabei,  offrì a Vecchiato l'incarico di caporedattore del suo foglio.

Il 6 gennaio 1964 Vecchiato fu chiamato a dirigere la "Gazzetta del Popolo" di Torino in sostituzione di Arturo Chiodi;  qui ebbe come collaboratori giornalisti del calibro di Paolo Cavallina, Gino Nebiolo, Angelo del Boca, Alberto Baini ed altri.

Alla "Gazzetta" rimase fino al 24 luglio 1974 quando il giornale. che da tempo versava in crisi finanziaria cessò le pubblicazioni.. Rimasto senza lavoro giornalistico ma decise di esporre alcune sue proposte a Ettore Bernabei direttore generale della Rai il quale gli assicurò un contratto fisso di collaborazione. Cominciò partecipando con Paolo Cavallina al programma radiofonico "Chiamate Roma 3131", poi fece inchieste, documentari, una "Storia della canzone italiana" a puntate, una "Storia dell'America", partecipò alla trasmissione televisiva "Bella impossibile"; in più una intera stagione radiofonica con Maurizio Costanzo.

Assieme a Gaetano Afeltra fece parte della giuria del Premio Saint Vincent per il giornalismo.

Nel marzo 1976 Afeltra, sapendolo libero, gli offrì l'incarico di vice direttore de "Il Giorno".
Nel 2005 scrisse il libro autobiografico "Con romana volontà".

Morì nella sua casa di Roma il 19 luglio 2015.

### Annotazioni
1. ↑  «...ufficialmente ero stato scelto da Aldo Moro...»
2. ↑  Gino Nebiolo lo ricorda cosi: "...Giorgio Vecchiato, un giovane veneziano arguto, giornalista di calibro, con il quale era facile diventare amici..."
3. ↑  «...in luglio l'editore comunicò che la "Gazzetta" stava per chiudere...io mi dimisi subito...»

### Fonti
1. 1 2  Vecchiato 2015a, p. 29.
2. ↑  Vecchiato 2015a, p. 21.
3. ↑  Vecchiato 2015a, p. 72.
4. ↑  Vecchiato 2015a, p. 43.
5. ↑   Ordine dei giornalisti, su old.odg.it. URL consultato il 22 febbraio 2025.
6. ↑  Gino Nebiolo 2013, p. 141.
7. ↑  Vecchiato 2015a, pp. 108–113.
8. ↑  Vecchiato 2015a, p. 113.
9. ↑  Vecchiato 2015a, p.143 segg.
10. ↑  Vecchiato 2015a, p. 77.
11. ↑  Vecchiato 2015a, p. 119.